# Fußball-Asienmeisterschaft 2011/Finalrunde
Der Artikel gibt Auskunft über die Spiele der Finalrunde bei der Fußball-Asienmeisterschaft 2011 in Katar.

## Übersicht
|  | Viertelfinale              | Viertelfinale              |                            |                            | Halbfinale                 | Halbfinale |  |  | Finale                     | Finale                     |
|  |                            |                            |                            |                            |                            |            |  |  |                            |                            |
|  | 21. Januar 2011, 19:25 Uhr |                            |                            |                            |                            |            |  |  |                            |                            |
|  | Usbekistan                 | 2                          |                            |                            |                            |            |  |  |                            |                            |
|  | Usbekistan                 | 2                          | 25. Januar 2011, 19:25 Uhr |                            |                            |            |  |  |                            |                            |
|  | Jordanien                  | 1                          |                            |                            |                            |            |  |  |                            |                            |
|  | Jordanien                  | 1                          | Usbekistan                 | 0                          |                            |            |  |  |                            |                            |
|  |                            |                            | Usbekistan                 | 0                          |                            |            |  |  |                            |                            |
|  |                            | Australien                 | 6                          |                            |                            |            |  |  |                            |                            |
|  | Australien                 | Australien                 | 6                          | 01                         |                            |            |  |  |                            |                            |
|  | Australien                 |                            |                            | 01                         |                            |            |  |  |                            |                            |
|  | Irak                       | 0                          |                            | 29. Januar 2011, 18:00 Uhr | 29. Januar 2011, 18:00 Uhr |            |  |  |                            |                            |
|  | 22. Januar 2011, 16:25 Uhr | 22. Januar 2011, 16:25 Uhr | Australien                 | 0                          |                            |            |  |  |                            |                            |
|  | 21. Januar 2011, 16:25 Uhr | 21. Januar 2011, 16:25 Uhr |                            | Japan                      | 01                         |            |  |  |                            |                            |
|  | Japan                      | 3                          |                            |                            |                            |            |  |  |                            |                            |
|  | Katar                      | 2                          |                            |                            |                            |            |  |  |                            |                            |
|  | Katar                      | 2                          | Japan                      | 02 (3)2                    |                            |            |  |  |                            |                            |
|  |                            |                            | Japan                      | 02 (3)2                    | Spiel um Platz 3           |            |  |  |                            |                            |
|  |                            | Südkorea                   | 2 (0)                      |                            |                            |            |  |  |                            |                            |
|  | Iran                       | Südkorea                   | 2 (0)                      | 0                          | Usbekistan                 | 2          |  |  |                            |                            |
|  | Iran                       | 25. Januar 2011, 16:25 Uhr |                            | 0                          | Usbekistan                 | 2          |  |  |                            |                            |
|  | Südkorea                   | 01                         |                            | Südkorea                   | 3                          |            |  |  |                            |                            |
|  | Südkorea                   | 01                         |                            |                            | 3                          |            |  |  |                            |                            |
|  | 22. Januar 2011, 19:25 Uhr | 22. Januar 2011, 19:25 Uhr |                            |                            |                            |            |  |  | 28. Januar 2011, 18:00 Uhr | 28. Januar 2011, 18:00 Uhr |

1 Sieg nach Verlängerung
2 Sieg im Elfmeterschießen

## Viertelfinale

### Japan – Katar 3:2 (1:1)
| Japan                                                                                      | Japan | Katar | Katar |
| ------------------------------------------------------------------------------------------ | --- | --- | ----- |
| Japan                                                                                      | \| Freitag, 21. Januar 2011, 16:25 Uhr (Ortszeit), 14:25 Uhr MEZ in Doha (Al-Gharafa Stadium) \| \| Zuschauer: 19.479 \| \| Schiedsrichter: Subkhiddin Mohd Salleh ( Malaysia) \| \| Spielbericht \|                                                | \| Freitag, 21. Januar 2011, 16:25 Uhr (Ortszeit), 14:25 Uhr MEZ in Doha (Al-Gharafa Stadium) \| \| Zuschauer: 19.479 \| \| Schiedsrichter: Subkhiddin Mohd Salleh ( Malaysia) \| \| Spielbericht \|                                                                        | Katar |
| Japan                                                                                      | Eiji Kawashima – Masahiko Inoha, Maya Yoshida, Yasuyuki Konno, Yūto Nagatomo – Yasuhito Endō, Makoto Hasebe – Shinji Okazaki, Keisuke Honda, Shinji Kagawa (90. Mitsuru Nagata) – Ryōichi Maeda (64. Daiki Iwamasa) Cheftrainer: Alberto Zaccheroni | Qasem Burhan – Ibrahim Majid (14. Khaled Muftah), Bilal Mohammed, Ibrahim al-Ghanim, Mesaad al-Hamad (90. Jaralla al-Marri) – Hamid Ismail, Lawrence Quaye, Wesam Rizik, Mohamed El-Sayed (59. Fábio César Montezine) – Yusef Ali, Sebastián Soria Cheftrainer: Bruno Metsu | Katar |
| Japan                                                                                      | 1:1 Shinji Kagawa (29.) 2:2 Shinji Kagawa (71.) 3:2 Masahiko Inoha (90.) | 0:1 Sebastián Soria (13.) 1:2 Fábio César Montezine (63.) | Katar |
| Japan                                                                                      | Yasuhito Endō (33.) | Ibrahim al-Ghanim (49.) | Katar |
| Japan                                                                                      | Maya Yoshida (63.) | | Katar |
| Japan                                                                                      | Spieler des Spiels: Shinji Kagawa (Japan) | | Katar |
| Freitag, 21. Januar 2011, 16:25 Uhr (Ortszeit), 14:25 Uhr MEZ in Doha (Al-Gharafa Stadium) | | |       |
| Zuschauer: 19.479                                                                          | | |       |
| Schiedsrichter: Subkhiddin Mohd Salleh ( Malaysia)                                         | | |       |
| Spielbericht                                                                               | | |       |

### Usbekistan – Jordanien 2:1 (0:0)
| Usbekistan                                                                                            | Usbekistan | Jordanien | Jordanien |
| --- | --- | --- | --------- |
| Usbekistan                                                                                            | \| Freitag, 21. Januar 2011, 19:25 Uhr (Ortszeit), 17:25 Uhr MEZ in Doha (Khalifa International Stadium) \| \| Zuschauer: 16.073 \| \| Schiedsrichter: Abdul Malik ( Singapur) \| \| Spielbericht \|                                                                                  | \| Freitag, 21. Januar 2011, 19:25 Uhr (Ortszeit), 17:25 Uhr MEZ in Doha (Khalifa International Stadium) \| \| Zuschauer: 16.073 \| \| Schiedsrichter: Abdul Malik ( Singapur) \| \| Spielbericht \|                                                                         | Jordanien |
| Usbekistan                                                                                            | Ignatiy Nesterov (62. Temur Juraev) – Shaukat Mulladzhanov, Odil Ahmedov, Sakhob Juraev – Sanjar Tursunov, Temur Kapadze, Aziz Haydarov, Server Jeparov, Jasur Hasanov (57. Stanislav Andreev) – Ulugʻbek Baqoyev, Alexander Heinrich (70. Anzur Ismoilov) Cheftrainer: Vadim Abramov | Amer Shafi – Suleiman al-Salman, Mohammed al-Mutasim, Bashar Bani Yaseen, Mohammad al-Dmeiri – Amer Deeb, Baha’ Abdel-Rahman, Shadi Abu Hashhash (63. Abdallah Salim), Ahmed Abdul-Haleem – Hasan Abd al-Fattah, Moayad Abu Keshek (76. Anas Hijah) Cheftrainer: Adnan Hamad | Jordanien |
| Usbekistan                                                                                            | 1:0 Ulugʻbek Baqoyev (46.) 2:0 Ulugʻbek Baqoyev (49.) | 2:1 Bashar Bani Yaseen (58.) | Jordanien |
| Usbekistan                                                                                            | Ulugʻbek Baqoyev (47.), Sanjar Tursunov (90.) | Suleiman Al Salman (73.) | Jordanien |
| Usbekistan                                                                                            | Spieler des Spiels: Ulugʻbek Baqoyev (Usbekistan) | | Jordanien |
| Freitag, 21. Januar 2011, 19:25 Uhr (Ortszeit), 17:25 Uhr MEZ in Doha (Khalifa International Stadium) | | |           |
| Zuschauer: 16.073                                                                                     | | |           |
| Schiedsrichter: Abdul Malik ( Singapur)                                                               | | |           |
| Spielbericht                                                                                          | | |           |

### Australien – Irak 1:0 n.V.
| Australien                                                                                       | Australien | Irak | Irak |
| ------------------------------------------------------------------------------------------------ | --- | --- | ---- |
| Australien                                                                                       | \| Samstag, 22. Januar 2011, 16:25 Uhr (Ortszeit), 14:25 Uhr MEZ in Doha (Jassim-Bin-Hamad-Stadion) \| \| Zuschauer: 7.889 \| \| Schiedsrichter: Abdulrahman Abdou ( Katar) \| \| Spielbericht \|                                                      | \| Samstag, 22. Januar 2011, 16:25 Uhr (Ortszeit), 14:25 Uhr MEZ in Doha (Jassim-Bin-Hamad-Stadion) \| \| Zuschauer: 7.889 \| \| Schiedsrichter: Abdulrahman Abdou ( Katar) \| \| Spielbericht \|                                                                      | Irak |
| Australien                                                                                       | Mark Schwarzer – Luke Wilkshire, Lucas Neill , Saša Ognenovski, David Carney (109. Neil Kilkenny) – Brett Holman (102. Nathan Burns), Mile Jedinak, Carl Valeri, Matt McKay – Harry Kewell, Tim Cahill (90. Scott McDonald) Cheftrainer: Holger Osieck | Mohammed Kassid – Ali Rehema, Samal Saeed, Salam Shakir (75. Ahmad Ibrahim Khalaf), Bassim Abbas – Mahdi Karim (63. Mustafa Karim), Qusai Munir, Nasch'at Akram, Hawar Mulla Mohammed (86. Alaa Abdul-Zahra) – Emad Mohammed, Yunis Mahmud Cheftrainer: Wolfgang Sidka | Irak |
| Australien                                                                                       | 1:0 Harry Kewell (117.) | | Irak |
| Australien                                                                                       | Mile Jedinak (68.), David Carney (90.), Lucas Neill (114.), Harry Kewell (118.) | Nasch'at Akram (1.), Yunis Mahmud (44.), Ali Rehema (54.), Bassim Abbas (84.) | Irak |
| Australien                                                                                       | Spieler des Spiels: Harry Kewell (Australien) | | Irak |
| Samstag, 22. Januar 2011, 16:25 Uhr (Ortszeit), 14:25 Uhr MEZ in Doha (Jassim-Bin-Hamad-Stadion) | | |      |
| Zuschauer: 7.889                                                                                 | | |      |
| Schiedsrichter: Abdulrahman Abdou ( Katar)                                                       | | |      |
| Spielbericht                                                                                     | | |      |

### Iran – Südkorea 0:1 n.V.
| Iran                                                                                     | Iran | Südkorea | Südkorea |
| ---------------------------------------------------------------------------------------- | --- | --- | -------- |
| Iran                                                                                     | \| Samstag, 22. Januar 2011, 19:25 Uhr (Ortszeit), 17:25 Uhr MEZ in Doha (Qatar SC Stadium) \| \| Zuschauer: 7.111 \| \| Schiedsrichter: Ravshan Ermatov ( Usbekistan) \| \| Spielbericht \|                                                                                                   | \| Samstag, 22. Januar 2011, 19:25 Uhr (Ortszeit), 17:25 Uhr MEZ in Doha (Qatar SC Stadium) \| \| Zuschauer: 7.111 \| \| Schiedsrichter: Ravshan Ermatov ( Usbekistan) \| \| Spielbericht \|                                                            | Südkorea |
| Iran                                                                                     | Mehdi Rahmati – Mohammad Nosrati (46. Khosro Heydari), Hadi Aghili, Jalal Hosseini, Ehsan Hajsafi – Javad Nekounam , Pejman Nouri (109. Mohammad Gholami), Andranik Teymourian, Mohammad Reza Khalatbari – Gholamreza Rezaei, Karim Ansarifard (75. Masoud Shojaei) Cheftrainer: Afshin Ghotbi | Jung Sung-ryong – Cha Du-ri, Hwang Jae-won, Lee Jung-soo, Lee Young-pyo – Ki Sung-yong (111. Hong Jeong-ho), Lee Yong-rae – Lee Chung-yong, Park Ji-sung (118. Yeom Ki-hun), Koo Ja-cheol (81. Yoon Bit-garam) – Ji Dong-won Cheftrainer: Cho Kwang-rae | Südkorea |
| Iran                                                                                     | 0:1 Yoon Bit-garam (105.) | | Südkorea |
| Iran                                                                                     | Andranik Teymourian (27.), Masoud Shojaei (105.) | Lee Jung-soo (77.), Yoon Bit-garam (116.), Lee Chung-yong (120.) | Südkorea |
| Iran                                                                                     | Spieler des Spiels: Lee Yong-rae (Südkorea) | | Südkorea |
| Samstag, 22. Januar 2011, 19:25 Uhr (Ortszeit), 17:25 Uhr MEZ in Doha (Qatar SC Stadium) | | |          |
| Zuschauer: 7.111                                                                         | | |          |
| Schiedsrichter: Ravshan Ermatov ( Usbekistan)                                            | | |          |
| Spielbericht                                                                             | | |          |

## Halbfinale

### Japan – Südkorea 2:2 n.V. (1:1, 1:1), 3:0 i.E.
| Japan                                                                                       | Japan | Südkorea | Südkorea |
| ------------------------------------------------------------------------------------------- | --- | --- | -------- |
| Japan                                                                                       | \| Dienstag, 25. Januar 2011, 16:25 Uhr (Ortszeit), 14:25 Uhr MEZ in Doha (Al-Gharafa Stadium) \| \| Zuschauer: 16.171 \| \| Schiedsrichter: Khalil al-Ghamdi ( Saudi-Arabien) \| \| Spielbericht \|                                                                      | \| Dienstag, 25. Januar 2011, 16:25 Uhr (Ortszeit), 14:25 Uhr MEZ in Doha (Al-Gharafa Stadium) \| \| Zuschauer: 16.171 \| \| Schiedsrichter: Khalil al-Ghamdi ( Saudi-Arabien) \| \| Spielbericht \|                                                      | Südkorea |
| Japan                                                                                       | Eiji Kawashima – Atsuto Uchida, Daiki Iwamasa, Yasuyuki Konno, Yūto Nagatomo – Yasuhito Endō, Makoto Hasebe (117. Takuya Honda) – Shinji Okazaki, Keisuke Honda, Shinji Kagawa (87. Hajime Hosogai) – Ryōichi Maeda (105. Masahiko Inoha) Cheftrainer: Alberto Zaccheroni | Jung Sung-ryong – Cha Du-ri, Hwang Jae-won, Cho Yong-hyung (98. Kim Shin-wook), Lee Young-pyo – Ki Sung-yong, Lee Yong-rae – Lee Chung-yong (82. Son Heung-min), Park Ji-sung , Koo Ja-cheol – Ji Dong-won (66. Hong Jeong-ho) Cheftrainer: Cho Kwang-rae | Südkorea |
| Japan                                                                                       | 1:1 Ryōichi Maeda (36.) 2:1 Hajime Hosogai (97.) | 0:1 Ki Sung-yong (23., Elfmeter) 2:2 Hwang Jae-won (120.) | Südkorea |
| Japan                                                                                       | Elfmeterschießen | | Südkorea |
| Japan                                                                                       | 1:0 Keisuke Honda 2:0 Shinji Okazaki Yūto Nagatomo 3:0 Yasuyuki Konno | Koo Ja-cheol Lee Yong-rae Hong Jeong-ho | Südkorea |
| Japan                                                                                       | Atsuto Uchida (53.), Yūto Nagatomo (84.), Daiki Iwamasa (85.) | Park Ji-sung (13.), Cho Yong-hyung (64.), Cha Du-ri (102.) | Südkorea |
| Japan                                                                                       | Keisuke Honda verschießt Elfmeter (97.) | | Südkorea |
| Japan                                                                                       | Spieler des Spiels: Keisuke Honda (Japan) | | Südkorea |
| Dienstag, 25. Januar 2011, 16:25 Uhr (Ortszeit), 14:25 Uhr MEZ in Doha (Al-Gharafa Stadium) | | |          |
| Zuschauer: 16.171                                                                           | | |          |
| Schiedsrichter: Khalil al-Ghamdi ( Saudi-Arabien)                                           | | |          |
| Spielbericht                                                                                | | |          |

### Usbekistan – Australien 0:6 (0:2)
| Usbekistan                                                                                             | Usbekistan | Australien | Australien |
| --- | --- | --- | ---------- |
| Usbekistan                                                                                             | \| Dienstag, 25. Januar 2011, 19:25 Uhr (Ortszeit), 17:25 Uhr MEZ in Doha (Khalifa International Stadium) \| \| Zuschauer: 24.826 \| \| Schiedsrichter: Ali al-Badwawi ( Vereinigte Arabische Emirate) \| \| Spielbericht \|                                              | \| Dienstag, 25. Januar 2011, 19:25 Uhr (Ortszeit), 17:25 Uhr MEZ in Doha (Khalifa International Stadium) \| \| Zuschauer: 24.826 \| \| Schiedsrichter: Ali al-Badwawi ( Vereinigte Arabische Emirate) \| \| Spielbericht \|                        | Australien |
| Usbekistan                                                                                             | Temur Juraev – Victor Karpenko (71. Aziz Ibragimov), Anzur Ismoilov, Odil Ahmedov, Sakhob Juraev – Temur Kapadze, Aziz Haydarov, Jasur Hasanov (55. Marat Bikmayev) – Maksim Shatskix (59. Sanjar Tursunov), Server Jeparov – Ulugʻbek Baqoyev Cheftrainer: Vadim Abramov | Mark Schwarzer – Luke Wilkshire, Lucas Neill , Saša Ognenovski, David Carney – Brett Holman (61. Brett Emerton), Mile Jedinak, Carl Valeri, Matt McKay – Harry Kewell (53. Robbie Kruse), Tim Cahill (71. Neil Kilkenny) Cheftrainer: Holger Osieck | Australien |
| Usbekistan                                                                                             | 0:1 Harry Kewell (5.) 0:2 Saša Ognenovski (34.) 0:3 David Carney (65.) 0:4 Brett Emerton (74.) 0:5 Carl Valeri (82.) 0:6 Robbie Kruse (83.) | | Australien |
| Usbekistan                                                                                             | Aziz Haydarov (67.) | Luke Wilkshire (15.), Carl Valeri (38.), David Carney (71.) | Australien |
| Usbekistan                                                                                             | Ulugʻbek Baqoyev (67.) | | Australien |
| Usbekistan                                                                                             | Spieler des Spiels: Matt McKay (Australien) | | Australien |
| Dienstag, 25. Januar 2011, 19:25 Uhr (Ortszeit), 17:25 Uhr MEZ in Doha (Khalifa International Stadium) | | |            |
| Zuschauer: 24.826                                                                                      | | |            |
| Schiedsrichter: Ali al-Badwawi ( Vereinigte Arabische Emirate)                                         | | |            |
| Spielbericht                                                                                           | | |            |

## Spiel um Platz 3

### Usbekistan – Südkorea 2:3 (1:3)
| Usbekistan                                                                                       | Usbekistan | Südkorea | Südkorea |
| ------------------------------------------------------------------------------------------------ | --- | --- | -------- |
| Usbekistan                                                                                       | \| Freitag, 28. Januar 2011, 18:00 Uhr (Ortszeit), 16:00 Uhr MEZ in Doha (Jassim-Bin-Hamad-Stadion) \| \| Zuschauer: 8.199 \| \| Schiedsrichter: Abdul Malik ( Singapur) \| \| Spielbericht \|                                                                     | \| Freitag, 28. Januar 2011, 18:00 Uhr (Ortszeit), 16:00 Uhr MEZ in Doha (Jassim-Bin-Hamad-Stadion) \| \| Zuschauer: 8.199 \| \| Schiedsrichter: Abdul Malik ( Singapur) \| \| Spielbericht \|                                                          | Südkorea |
| Usbekistan                                                                                       | Ignatiy Nesterov – Victor Karpenko (87. Jasur Hasanov), Shaukat Mulladzhanov, Odil Ahmedov, Stanislav Andreev – Sanjar Tursunov, Aziz Haydarov, Temur Kapadze, Server Jeparov – Alexander Heinrich, Olim Navkarov (77. Shaukat Salomov) Cheftrainer: Vadim Abramov | Jung Sung-ryong – Cha Du-ri, Hwang Jae-won, Lee Jung-soo, Lee Young-pyo – Ki Sung-yong, Hong Jeong-ho (79. Kwak Tae-hwi) – Lee Yong-rae, Koo Ja-cheol (53. Yoon Bit-garam), Lee Chung-yong (60. Son Heung-min) – Ji Dong-won Cheftrainer: Cho Kwang-rae | Südkorea |
| Usbekistan                                                                                       | 1:3 Alexander Heinrich (45., Elfmeter) 2:3 Alexander Heinrich (53.) | 0:1 Koo Ja-cheol (18.) 0:2 Ji Dong-won (28.) 0:3 Ji Dong-won (39.) | Südkorea |
| Usbekistan                                                                                       | Shaukat Salomov (85.), Shaukat Mulladzhanov (87.), Alexander Heinrich (90.) | Hwang Jae-won (44.), Ki Sung-yong (57.), Lee Young-pyo (90.) | Südkorea |
| Usbekistan                                                                                       | Spieler des Spiels: Ji Dong-won (Südkorea) | | Südkorea |
| Freitag, 28. Januar 2011, 18:00 Uhr (Ortszeit), 16:00 Uhr MEZ in Doha (Jassim-Bin-Hamad-Stadion) | | |          |
| Zuschauer: 8.199                                                                                 | | |          |
| Schiedsrichter: Abdul Malik ( Singapur)                                                          | | |          |
| Spielbericht                                                                                     | | |          |

## Finale

### Australien – Japan 0:1 n.V.
| Australien                                                                                            | Australien | Japan | Japan |
| --- | --- | --- | ----- |
| Australien                                                                                            | \| Samstag, 29. Januar 2011, 18:00 Uhr (Ortszeit), 16:00 Uhr MEZ in Doha (Khalifa International Stadium) \| \| Zuschauer: 37.174 \| \| Schiedsrichter: Ravshan Ermatov ( Usbekistan) 1 \| \| Spielbericht \|                                         | \| Samstag, 29. Januar 2011, 18:00 Uhr (Ortszeit), 16:00 Uhr MEZ in Doha (Khalifa International Stadium) \| \| Zuschauer: 37.174 \| \| Schiedsrichter: Ravshan Ermatov ( Usbekistan) 1 \| \| Spielbericht \|                                                            | Japan |
| Australien                                                                                            | Mark Schwarzer – Luke Wilkshire, Lucas Neill, Saša Ognenovski, David Carney – Brett Holman (65. Brett Emerton), Mile Jedinak, Carl Valeri, Matt McKay – Harry Kewell (103. Robbie Kruse), Tim Cahill (110. Neil Kilkenny) Cheftrainer: Holger Osieck | Eiji Kawashima – Atsuto Uchida (120. Masahiko Inoha), Maya Yoshida, Yasuyuki Konno, Yūto Nagatomo – Yasuhito Endō, Makoto Hasebe – Shinji Okazaki, Keisuke Honda, Jungo Fujimoto (56. Daiki Iwamasa) – Ryōichi Maeda (98. Tadanari Lee) Cheftrainer: Alberto Zaccheroni | Japan |
| Australien                                                                                            | 0:1 Tadanari Lee (109.) | | Japan |
| Australien                                                                                            | Carl Valeri (16.), Brett Holman (39.), Matt McKay (112.) | | Japan |
| Australien                                                                                            | Spieler des Spiels: Eiji Kawashima (Japan) | | Japan |
| Samstag, 29. Januar 2011, 18:00 Uhr (Ortszeit), 16:00 Uhr MEZ in Doha (Khalifa International Stadium) | | |       |
| Zuschauer: 37.174                                                                                     | | |       |
| Schiedsrichter: Ravshan Ermatov ( Usbekistan) 1                                                       | | |       |
| Spielbericht                                                                                          | | |       |